# Vol LAC Colombia 028
Le 4 février 1996, à 14h12, heure locale, le vol LAC Colombia 028, un vol cargo régulier assuré par un Douglas DC-8 de la compagnie aérienne colombienne Líneas Aéreas del Caribe (en) (LAC), qui décolle de l'aéroport international Silvio Pettirossi, au Paraguay et à destination de l'aéroport international de São Paulo/Campinas, au Brésil, décroche et s'écrase dans un quartier de Mariano Roque Alonso, à environ 10 km au nord de la capitale du Paraguay, Asuncion, quelques minutes après le décollage.
On dénombre 22 morts, les 3 membres d'équipage et l'unique passager présent à bord de l'avion, ainsi que 18 personnes au sol. Il y a également eu plusieurs blessés et de gros dégâts matériels, l'accident ayant détruit plusieurs maisons dans les environs du site du crash. Il s'agit du pire accident aérien survenu au Paraguay.

## Accident

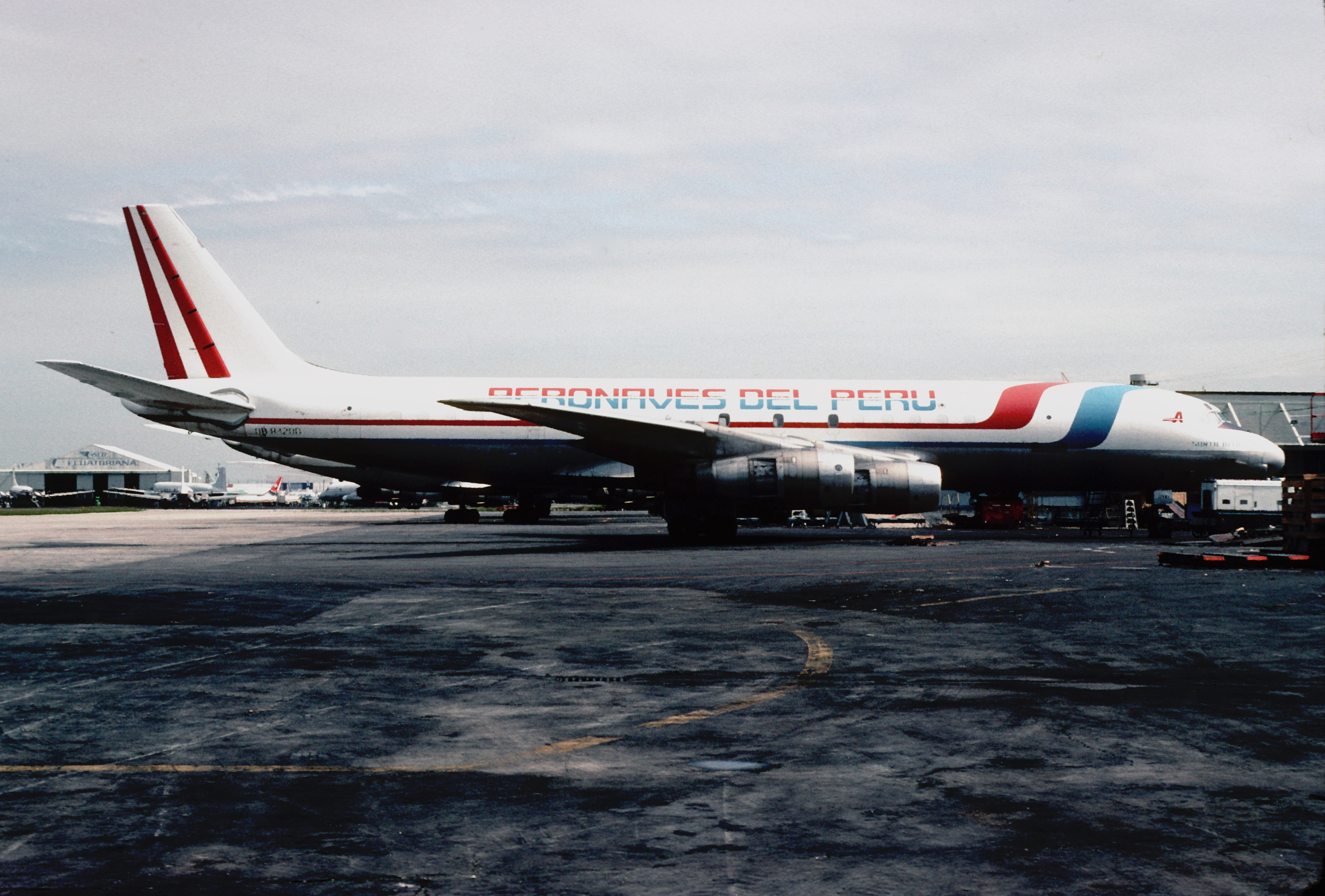
L'appareil impliqué dans l'accident, ici en novembre 1982, alors qu'il opérait toujours avec Aeronaves del Peru.

Le jour de l'accident, toutes les conditions sont réunies pour le décollage : il fait beau, la visibilité est optimale, l'appareil assurant le vol, un Douglas DC-8-55CF âgé de 29 ans, est en excellent état sur le plan technique, la quantité de carburant est adéquate et, de plus, le DC-8 ne transporte aucune cargaison, puisque l'équipage compte la récupérer à São Paulo puis la transporter à Barranquilla. De plus, l’équipage était suffisamment reposé avant le vol, puisqu’il avait dormi 12 heures. 
Le vol 028 a décollé vers 14h30 de l'aéroport international Silvio Pettirossi, à destination de l'aéroport international de São Paulo/Campinas, au Brésil. Quelques minutes après le décollage, le commandant de bord confie les commandes à son copilote, alors novice sur ce type d'avion, et commence à le tester en vol, en éteignant le moteur n°1 de l'aile gauche. Cela provoque alors l'inclinaison de l'avion. Puis les pilotes éteignent le moteur n°2, à une altitude de 500 pieds (152 m), alors que le copilote est toujours aux commandes et tente de prendre de l'altitude avec les deux moteurs de l'aile gauche éteints, ainsi qu'avec le train d'atterrissage toujours sorti et les volets déployés à 15°. 
Par la suite, l'angle de montée de l'avion devient si important qu'il interrompt le flux d'air pénétrant dans les autres moteurs et que ceux-ci ne peuvent plus fonctionner à pleine puissance. Lorsqu'ils ont tenté de réactiver les deux moteurs éteints, les pilotes n'ont pas réagi suffisamment à temps, l'avion n'ayant pas encore pris beaucoup d'altitude. 
Le vol 028 a fini par entrer en décrochage et s'est écrasé à 1 500 mètres de l'extrémité de la piste, dans le quartier Monseñor Bogarín de Mariano Roque Alonso, à proximité de l'aéroport. Les trois membres de l'équipage colombiens et le seul passager présent à bord sont morts sur le coup, tandis que 18 autres personnes sont mortes au sol, dont 13 enfants jouant au football dans un champ à proximité. 
Cet accident a porté atteinte à l'économie de la compagnie aérienne et à sa réputation, entraînant la fin de ses activités la même année, quelques mois plus tard.

## Enquête
Après avoir analysé les deux enregistreurs de vol (enregistreur phonique (CVR) et enregistreur de paramètres (FDR)), qui enregistrent les conversations de l'équipage et les différents paramètres de vol dans les dernières minutes du vol, les enquêteurs et les autorités aéronautiques colombienne, paraguayenne et américaine ont conclu que la cause de l'accident est un décrochage à basse altitude de l'appareil, causé par une série de graves erreurs de pilotage.
La principale erreur commise par les pilotes est l'exécution d'une procédure interdite en vol, en confiant le contrôle de l'avion à son copilote, qui était novice, perturbant ainsi la gestion de l'avion en plein vol. Dès le début du roulage sur la piste de l'aéroport, plusieurs échanges verbaux entre le commandant de bord et le mécanicien navigant ont dénoté un excès de confiance de l'équipage quant au déroulement du vol.